# راش (درخت)
درخت راش (فارسی), (به انگلیسی: Beech)   متعلق به خانواده (تیره) فاگاسه (به انگلیسی: Fagaceae) است.
از تیرهٔ فاگاسه، سه جنس (سرده) مهم به نام‌های راش (Fagus)، بلوط (Quercus) و شاه‌بلوط (Castanea) در ایران وجود دارد.
جنس راش (نام علمی: Fagus)،  ۱۰ تا ۱۳ گونه دارد که در نیمکره شمالی منتشر شده‌اند و از این تعداد تنها گونهٔ راش شرقی (Fagus Orientalis) در ایران وجود دارد.
راش‌ها از درختان غنی و مهم در جنگل‌های جهان هستند که تاکنون حدود ۱۳ گونه از آن در نقاط مختلف دنیا شناسایی شده است. هر یک از این گونه‌ها ضمن شباهت‌هایی با یکدیگر از تفاوت‌هایی که شامل شکل درخت، خواص و اقلیم محل سکونت آنها می‌گردد با یکدیگر متفاوت می‌باشند.
درخت راش در جلگه تقریباً نایاب ولی در بلندی‌های کوهستان‌ها فراوان است. در ایران در گیلان و مازندران در ارتفاع بیش از ۲۰۰۰ متر از سطح دریا جنگل‌های خالص آن یافت می‌شود. راش درختی است سایه‌‌پسند و ازاین‌ رو دارای شاخ و برگ فراوان می‌باشد. نهال جوان آن از سرمای شدید زود آسیب می‌بیند و به ویژه سرمای بهاره برگ‌های آن را نابود می‌سازد، گرمای زیاد نیز برای آن زیان‌ بخش است. در نقاط سرد خوب رشد نمی‌کند ولی در جاهای گرم تا اندازه‌ای بهتر جست می‌دهد. درخت راش دارای ریشه‌های سطحی است و برای جنگل‌هایی با خاک کم‌ژرفا و آهکی مناسب است. در جنگل‌های انبوه از ۶۰ تا ۸۰ سالگی ولی در فضای باز از ۴۰ تا ۵۰ سالگی بار می‌دهد. در خاک‌های خوب هر ۵ یا ۶ سال یکبار و در آب‌وهوای ناسازگار هر ۱۵ سال یکبار میوهٔ فراوان می‌دهد. میوه‌اش ۵ تا ۷ درصد روغن دارد. ارتفاع این درخت خیلی زیاد می‌شود و به ۳۵ متر و قطرش به ۱٫۵ متر می‌رسد. عمر آن ۲۰۰ تا ۲۵۰ سال می‌باشد.

## چوب
چوب راش برای ساختن در و پنجره و تراورس راه‌آهن و میز و صندلی و مبل و صندوق و غیره بکار می‌رود و مصرف آن بیش از دیگر چوب‌ها است.
از خواص ظاهری چوب راش درون نامشخص و به رنگ کرم مایل به قرمز است. دوایر سالیانه فشرده و در نتیجه در مقاطع طولی دارای خطوط کم و بیش مشخص ناشی از آن است. از بارزترین خصوصیات شاید بتوان به پره‌های چوبی در مقاطع طولی اشاره کرده که در مقطع شعاعی به پرمگس و در مقطع مماسی به دوک معروفند و این پره‌ها به صورت لکه‌های قرمز دیده می‌شود. 
گونه راش چوبی نیمه‌سنگین و دارای بافتی همگن و تقریبا مقاوم در برابر حشرات و قارچ‌ها است.
گرده‌بینه‌های درجه ۳ راش در ایران بیشتر به مصرف کارخانجات روکش و تخته لایه می‌رسد و گرده بینه‌های درجه ۱ و ۲ پس از تبدیل به الوار به بازار روانه می‌شوند. به دلیل بافت همگن و درجه سختی مناسب این چوب بیشترین تقاضا را برای خرید به منظور تهیه مبل در بازار دارد. 
این چوب به رطوبت بسیار حساس است.
همچنین به دلیل قابلیت آغشتگی با انواع محلول‌های حفاظتی بیشترین گونه مصرفی در کارخانه‌های اشباع است.

## نامگذاری
نام علمی سردهٔ راش، phago به معنی خوراکی است که بدلیل قابل استفاده بودن دانه‌های آن می‌باشد.
در میان ساکنان نقاط جنگلی شمال ایران راش از اسامی متفاوتی برخوردار است. مردمان تالش، کلارستان، شهسوار، کلاردشت، کجور آن را راش، در منجیل و عمارلو راج، در آستارا قزل کز، در کوه درفک و طوالش آلاش و الوش، در مازندران مرس، در نور چلر و در گرگان‌رود قزل آغاج، می‌نامند.

## نگارخانه

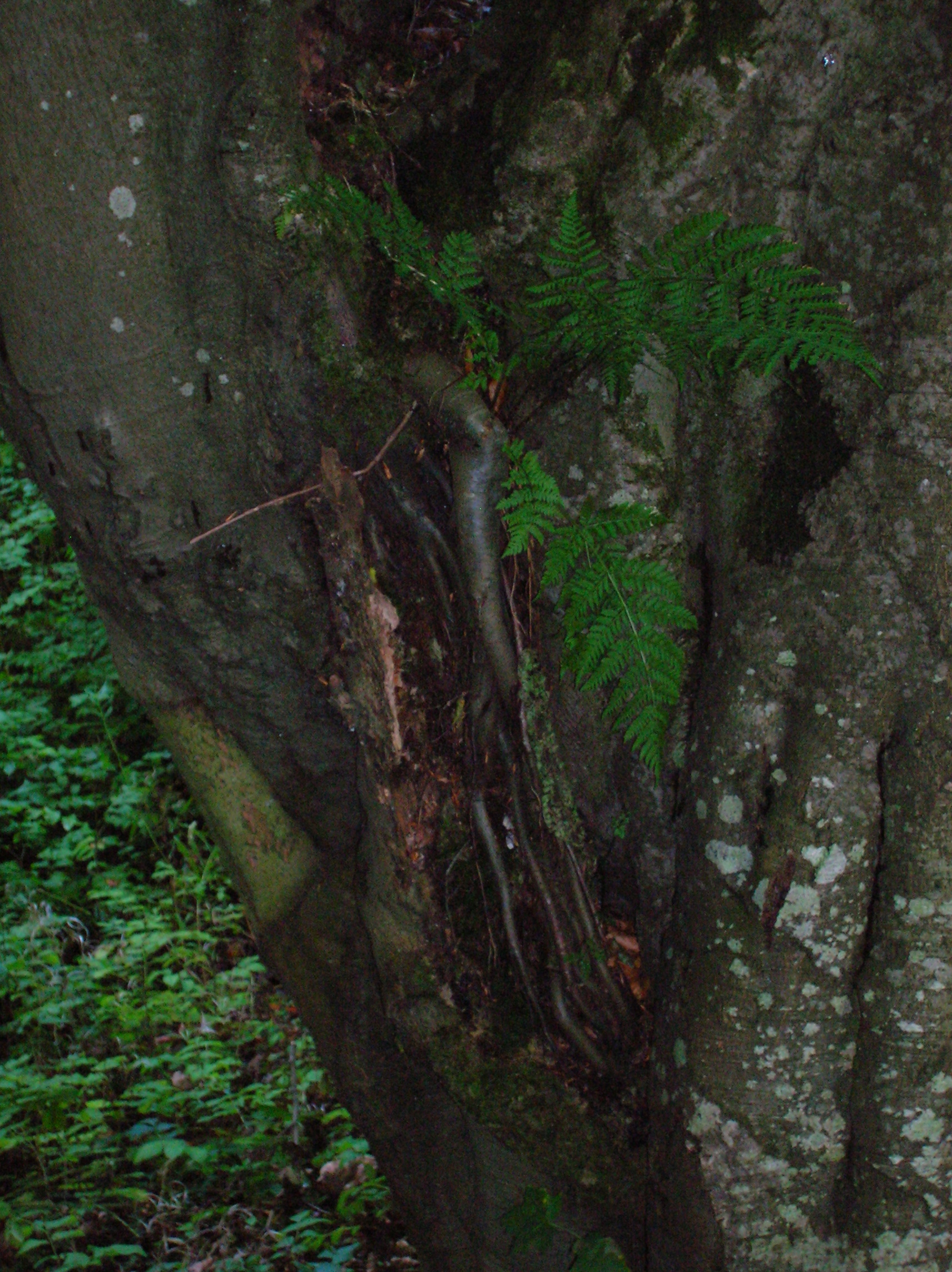
راش اروپایی
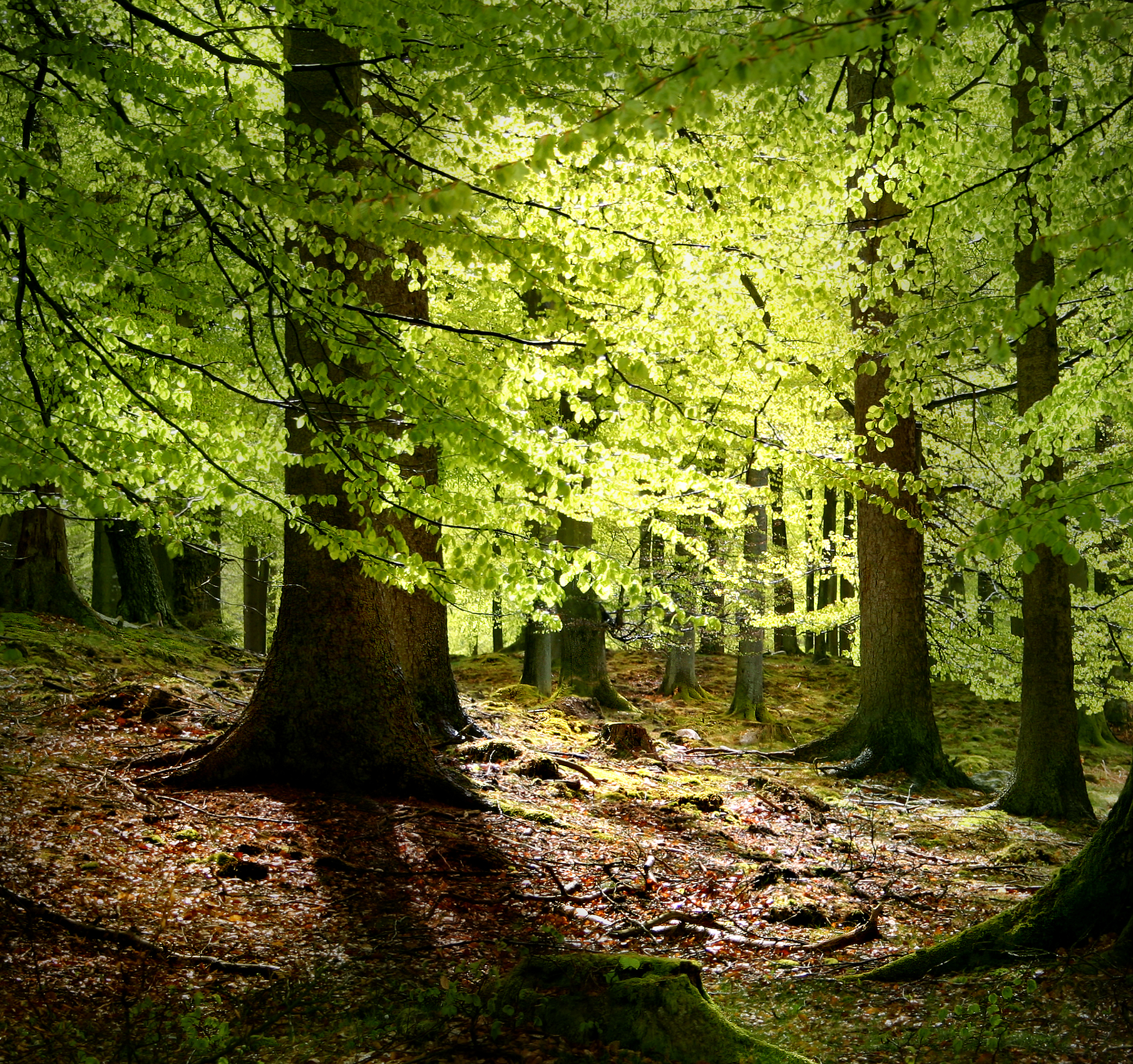
راش اروپایی
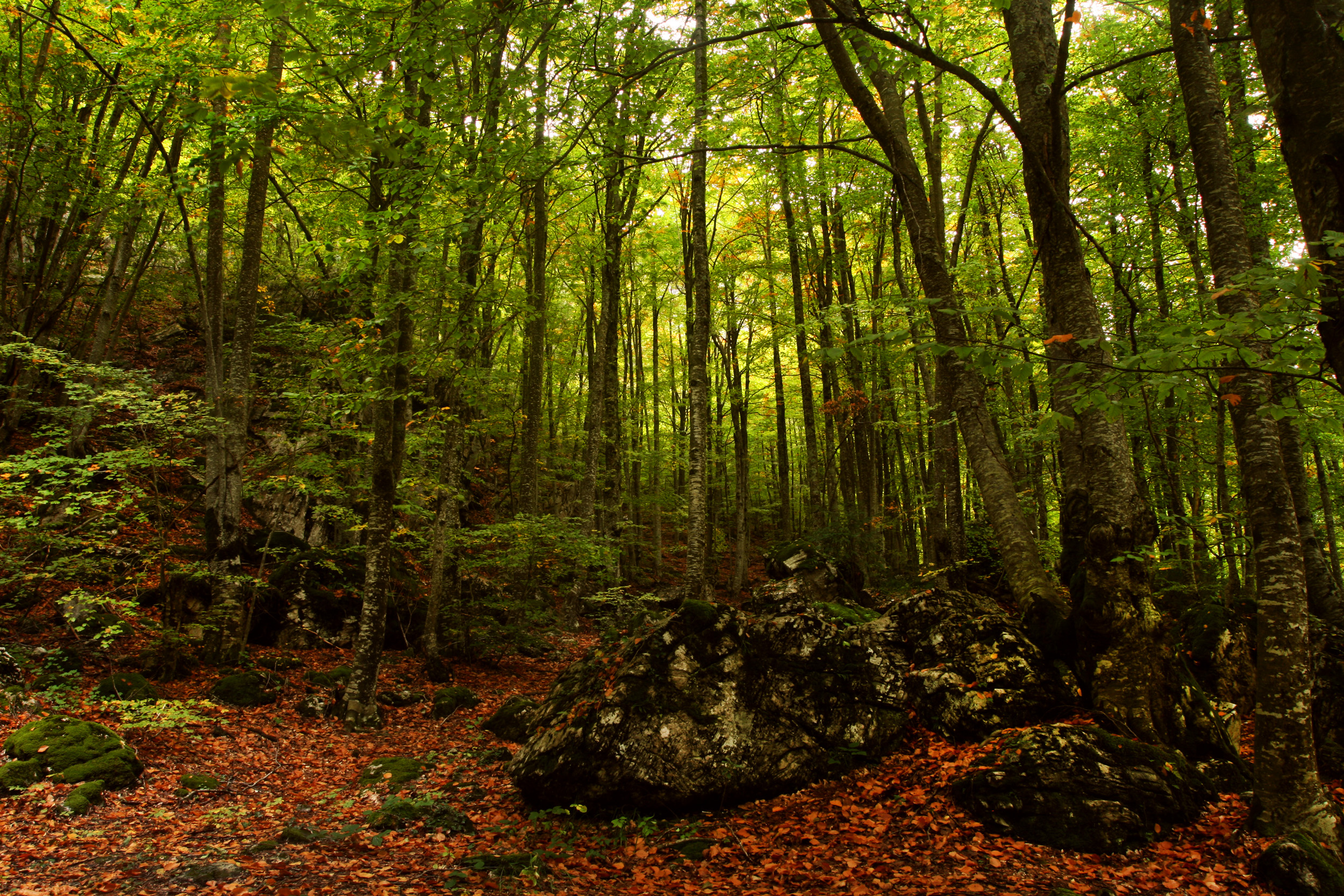
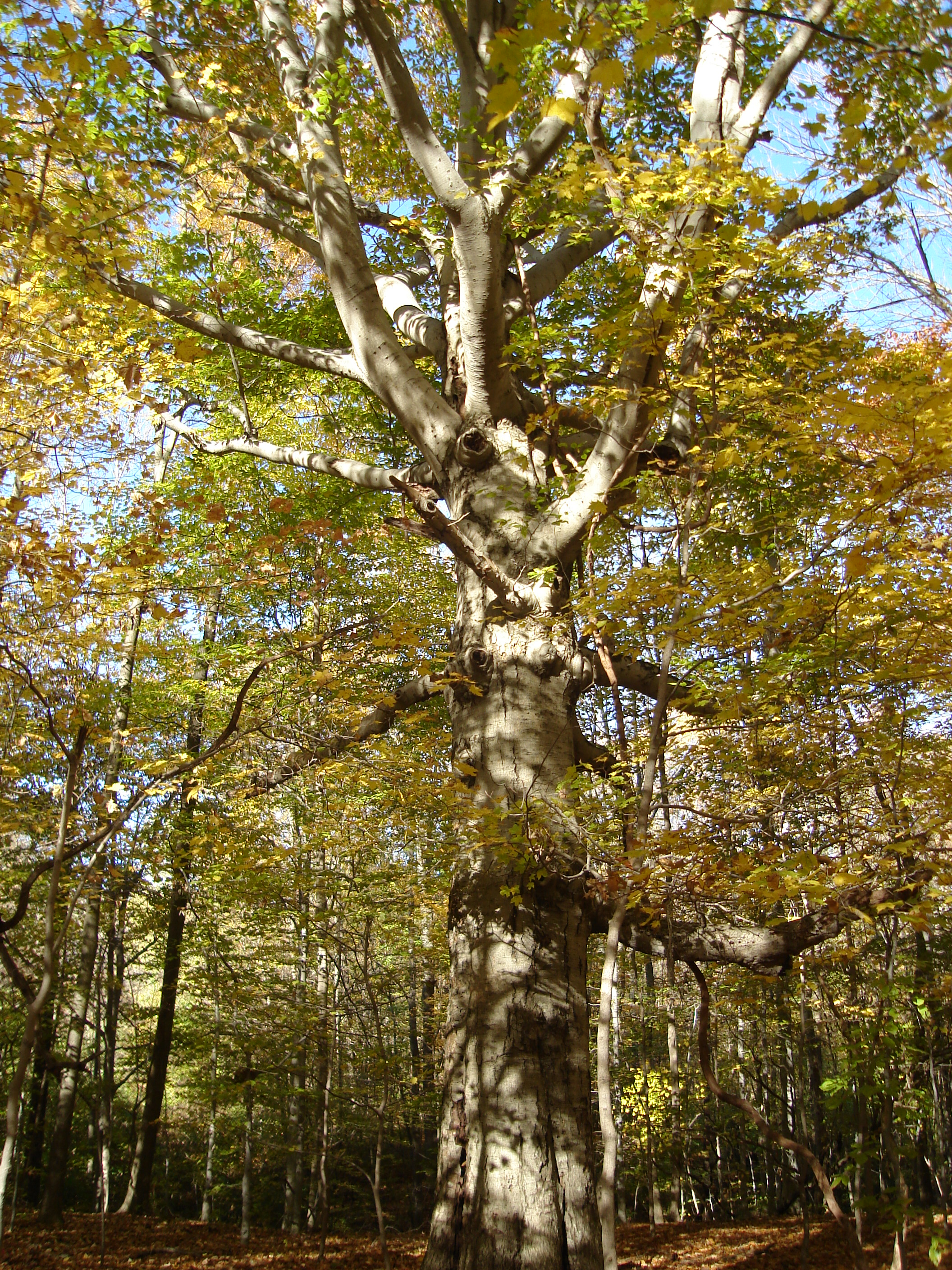
راش آمریکایی
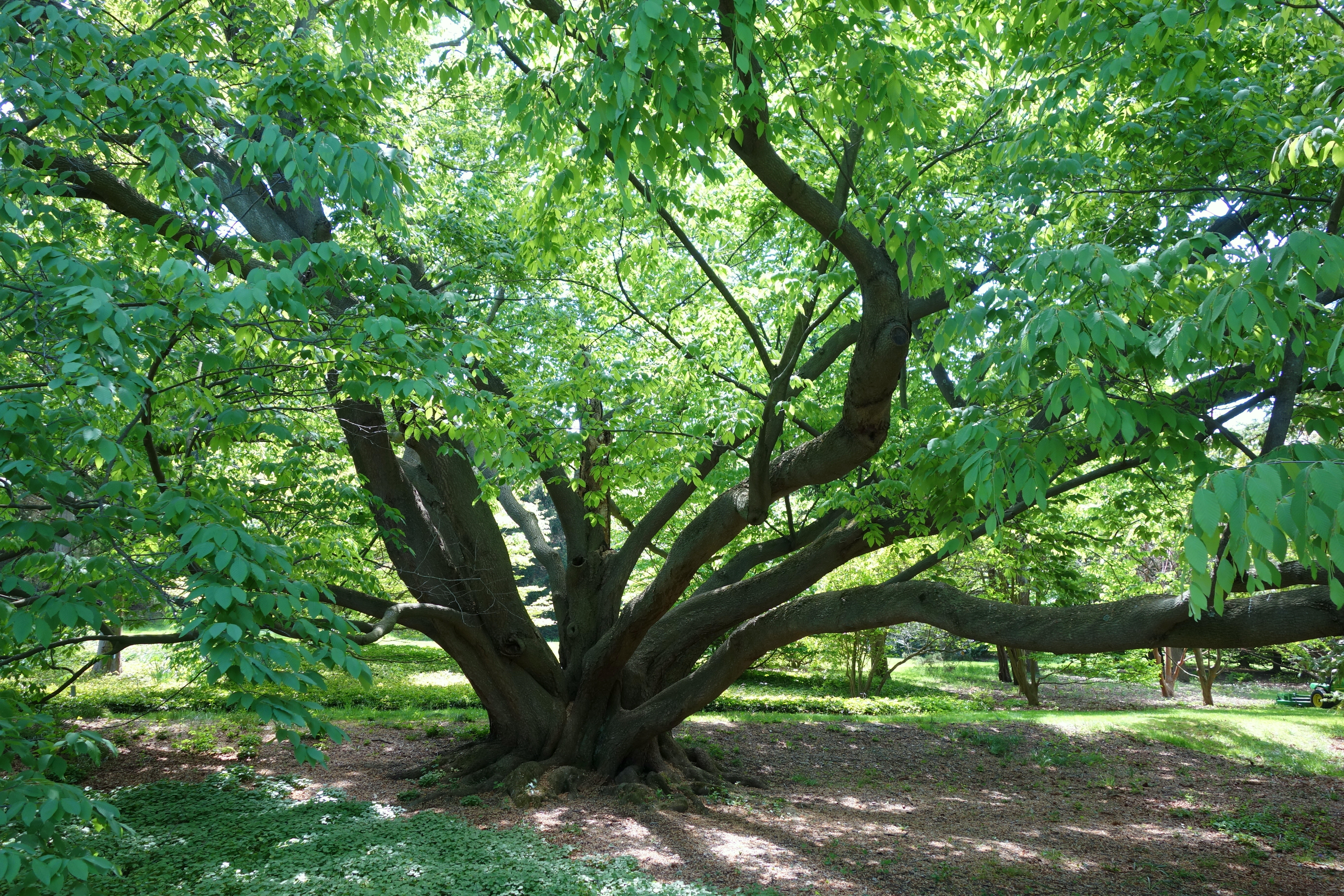
راش چینی